# سليم الجزائري
سليم بن محمد بن سعيد الحسني الجزائري (ت. 1334هـ - 1916 م)، قائد من المفكرين النوابغ. أصله من الجزائر، عاش في سوريا ومولده في دمشق. تعلم في المدرسة الحربية ومدرسة الهندسة البرية في الأستانة وبلغ رتبة قائمقام (أركان حرب) في الجيش العثماني، وأولع بالرياضيات، وألف كتابًا في المنطق باسم ميزان الحق خرج به عن الطريقة القديمة، واخترع «بركار» لطيفا يحمل في الجيب لرسم الخطوط المستقيمة والمتوازية والدوائر وغيرها، وأحسن من اللغات العربية والتركية والفارسية، ونصب أستاذا بالمدرسة الحربية بالأستانة، وخاض حروبا كثيرة، وأسر في اليمن فنجى من مخالب الموت، وأنقذ رفاقا له من الأسر، وكانت له في حرب البلقان مواقف، ولما نشبت الحرب العالمية الأولى ولي قيادة اللواء السابع عشر ثم الثامن عشر في أدرنة، وقرق كليسا. وعالج سياسة العرب والترك فجاهر بأرائه الحرة، وطالب بالمساواة بين العرب والترك في الحقوق فنقم عليه غلاة الترك فساقوه إلى ديوان الحرب العرفي بعاليه في لبنان، فحكموا عليه بالموت، ونفذ فيه الحكم شنقاً في بيروت سنة (1334هـ- 1916م).
وهو من مؤسسى «جمعية فتيان العرب» و«الجمعية القحطانية» و«جمعية العهد»، وكان صادق اللهجة، صريحا لايعرف الجزع. وله أناشيد وطنية لا تزال تنشد في سوريا، وكان ينشد ويخطب بالعربية والتركية.